# Camille Sabie
Camille Sabie (gift Malbrock), född 25 november 1902 i Newark, New Jersey; död 20 mars 1998  i Millburn, New Jersey; var en amerikansk friidrottare. Sabie blev guldmedaljör vid den första damolympiaden 1922 och var en pionjär inom damidrott.

## Biografi
Sabie föddes i Essex County som barn till familjen James Sabie och dennes fru Angela. Hon gick i skola vid East Side High School i Newark och studerade senare vid Newark State Normal School. Under skoltiden var hon aktiv friidrottare och satte flera skolrekord, hon avslutade studierna 1922.
Sabie deltog i den första damolympiaden den 20 augusti 1922 i Paris, hon var den amerikanska deltagartruppens ledare. Under idrottsspelen vann hon guldmedalj i  häcklöpning 100 yards (med nytt världsrekord på 14,4 sekunder) och längdhopp utan ansats och bronsmedalj i längdhopp, hon tävlade även i stafettlaget på 4 x 110 yards.
Efter idrottsspelen deltog hon i tävlingar vid Newark Star-Eagle Meet där hon satte världsrekord både i häcklöpning 60 yards och i stående längdhopp. Därefter drog hon sig tillbaka från tävlingslivet. Senare gifte hon sig med George Malbrock.
1981 blev Sabie som första kvinna invald i Kean Universitys  Benisch Athletics Hall of Fame.
Sabie dog 1998 i Millburn, Essex County och ligger begravd på "Holy Cross Cemetery" i North Arlington, Bergen County.